# Jakob Kranz (Prediger)
Jakob Kranz ( hebr. ) יעקב קרנץ (geb. um 1740 in Zietil; gest. 18. Dezember 1804 in Zamość) war ein volkstümlicher hebräischer Prediger (Maggid) und Gleichnisredner des 18. Jahrhunderts.  

## Leben
Mit achtzehn Jahren ging er als Prediger für zwei Jahre nach Miedzyrzec Podlaski (Meseritz). Danach war er in Zolkiev, Dubno, Włodawa (Lublin), Kalisch und Zamość tätig. In Dubno in Wolhynien blieb er 18 Jahre. Er verließ den Ort um nach Wilna zu gehen.   
Jakob Kranz  illustrierte seine Predigten und homiletischen Kommentare mit Gleichnissen aus dem menschlichen Leben und erklärte damit schwierige Passagen und verwirrenden Fragen im rabbinischen Recht.